# Marcelo Martinessi
Marcelo Martinessi (Asunción, 1973) és un guionista i director de cinema paraguaià guanyador del Premi Orizzonti al Millor Curtmetratge a la Mostra Internazionale d'Art Cinematografica di Venezia.
Va dirigir els curtmetratges Karai Norte (Berlinale Shorts, 2009), Calle Última (Berlinale Generation, 2011). El baldío (Cinémathèque Française, 2014) i La Voz Perdida (Festival de Venècia, 2016) a més de documentals per a televisió. Va estar en l'equip impulsor i ha estat el primer director de TV Pública Paraguai des de la seva creació (2010) fins a la crisi de juny de 2012. El seu primer llargmetratge, Las herederas, va guanyar l'Os de Plata en el Festival de Berlín 2018.

## Ressenya biogràfica
Marcelo Martinessi va estudiar Comunicació en la Universidad Católica de Asunción i cinema a Nova York, Londres i Madrid.
Des dels seus inicis es va involucrar en projectes de curtmetratges i documentals amb temàtiques socials i d'identitat.
Karai Norte és el seu primer projecte independent en cel·luloide. Va rebre un premi de National Geographic per al seu finançament, i va ser el primer treball paraguaià a arribar a la Berlinale. Va obtenir a més el premi al Millor Curtmetratge Iberoamericà en el Festival Internacional de Cinema de Guadalajara en 2009, el Premi Glauber Rocha, el Primer Premi de l'AXN Film Festival entre d'altres.
Al novembre de 2011, en el marc del XXXVII Festival de Cinema Iberoamericà de Huelva (Andalusia), el seu curtmetratge Calle Última, també estrenat en la Berlinale, va rebre el Premi al Millor Curtmetratge. En el 2016, el seu treball sobre la massacre de Curuguaty, La Voz Perdida, va obtenir el Premi Orizzonti, el més important reconeixement al curtmetratge en el Festival Internacional de Cinema de Venècia.
En 2018, la seva pel·lícula Las herederas, va guanyar l'Os de Plata en el Festival Internacional de Cinema de Berlín.

## Filmografia
- Karai norte (2009), curtmetratge, 19 m.
- Calle última (2010), curtmetratge, 20 m.
- El Baldío (2012), curtmetratge, 10 m.
- La Voz Perdida (2016), curtmetratge, 11 m.
- Las herederas (2018), llargmetratge.